# Pochyta major
Pochyta major är en spindelart som beskrevs av Simon 1902. Pochyta major ingår i släktet Pochyta och familjen hoppspindlar. Inga underarter finns listade i Catalogue of Life.